# 艾瑞克·普林斯
艾瑞克·迪恩·普林斯（英語：Erik Dean Prince, 1969年6月6日—）是一名美國商人和前海豹部隊軍官。

## 生平
他最出名是創辦了私人軍事的美國黑水公司（現在該公司稱為Academi）。他擔任黑水公司的行政總裁直到2009年，後來擔任為董事長，直到2010年黑水國際被出售給一群投資者為止。普林斯目前是私人股權投資公司Frontier Resource Group的負責人，也是香港上市的先豐服務集團有限公司的董事長。他是美國教育部長貝琪·德沃斯的弟弟。

## 參閲
- Academi

## 外部連結
- Detailed public records of Prince's campaign contributions
- C-SPAN內的頁面（英文）
- Time Magazine bio （页面存档备份，存于）